# Комики за рулём в поисках кофе
«Комики за рулём в поисках кофе» (англ. Comedians in Cars Getting Coffee), или «Сайнфелд с друзьями в поисках кофе» — американский веб-сериал в жанре комедийного ток-шоу, режиссёром и ведущим которого выступает комик Джерри Сайнфелд. Премьера сериала состоялась 19 июля 2012 года на сервисе Crackle. По состоянию на май 2015 года шоу было просмотрено почти 100 миллионов раз. Сериал перешёл на платформу Netflix в 2018 году, когда дебютировал его десятый сезон. Премьера одиннадцатого сезона состоялась 19 июля 2019 года.
В эпизодах Сайнфелд представляет ретроавтомобиль, выбранный для приглашённого комика, а затем они вместе едут в кафе или ресторан, где пьют кофе. Эпизоды спонтанно отклоняются от формата — от незапланированных остановок до общения с публикой.

## Производство
Сайнфелд заявлял, что корни концепции шоу уходят в 2002 год, когда он готовил дополнительные материалы к DVD-изданию собственного документального фильма «Комик».
Перед началом работы над сериалом ведущие консультанты социальных сетей, включая Facebook и Yahoo, сказали Сайнфелду, что шоу продолжительностью более пяти минут имеют мало шансов на успех в сети. Говард Шульц, кофейный магнат и председатель совета директоров Starbucks, отказался от возможности спонсировать шоу. В итоге спонсором шоу стала автомобильная компания Acura, предоставив Сайнфелду творческую лицензию на создание рекламных роликов и продакт-плейсмента.
Премьера веб-сериала состоялась на стриминговом сервисе Crackle 19 июля 2012 года. По состоянию на май 2015 года шоу было просмотрено почти 100 миллионов раз. В январе 2017 года было объявлено, что сериал перейдет на платформу Netflix, начиная с десятого сезона. Первые девять сезонов стали доступны для просмотра на Netflix в январе 2018 года. Премьера одиннадцатого сезона сериала состоялась 19 июля 2019 года.

## Приём

### Критика
Брайан Лоури из Variety сказал, что данный сериал — это тот случай короткометражного продукта, который кажется растянутым даже при продолжительности в 18 минут. Дэвид Хинкли из The New York Daily News дал сериалу 3 из 5 звёзд.

### Награды и номинации
| Год  | Дата           | Награда                       | Категория                                                   | Номинант        | Результат | Ист.   |
| ---- | -------------- | ----------------------------- | ----------------------------------------------------------- | --------------- | --------- | ------ |
| 2013 | 21 сентября    | Прайм-таймовая премия «Эмми»  | Outstanding Special Class – Short-Format Nonfiction Program | Джерри Сайнфелд | Номинация | [ 11 ] |
| 2014 | 16 августа     | Прайм-таймовая премия «Эмми»  | Outstanding Short-Format Nonfiction Program                 | Джерри Сайнфелд | Номинация | [ 11 ] |
| 2015 | 24 января      | Премия Гильдии продюсеров США | Лучший веб-сериал                                           |                 | Победа    | [ 12 ] |
| 2016 | 23 января      | Премия Гильдии продюсеров США | Лучший веб-сериал                                           |                 | Победа    | [ 13 ] |
| 2016 | 18 сентября    | Прайм-таймовая премия «Эмми»  | Outstanding Variety Talk Series                             |                 | Номинация | [ 11 ] |
| 2017 | 28 января      | Премия Гильдии продюсеров США | Лучший веб-сериал                                           |                 | Победа    | [ 14 ] |
| 2019 | 19 января      | Премия Гильдии продюсеров США | Outstanding Short-Form Program                              |                 | Победа    | [ 15 ] |
| 2019 | 14—15 сентября | Прайм-таймовая премия «Эмми»  | Outstanding Informational Series or Special                 |                 | Номинация | [ 11 ] |
| 2020 | 18 января      | Премия Гильдии продюсеров США | Outstanding Short-Form Program                              |                 | Победа    | [ 16 ] |
| 2020 | 14—17 сентября | Прайм-таймовая премия «Эмми»  | Outstanding Hosted Nonfiction Series or Special             |                 | Номинация | [ 11 ] |